# Franz Niklaus König
Franz Niklaus König, né le 6 avril 1765 à Berne et mort dans la même ville le 27 mars 1832, est un artiste peintre, graveur et lithographe suisse, connu en particulier pour ses scènes de genre.

## Biographie
Fils d'Emanuel König et de Maria Jaberg, il travailla très jeune avec son père, peintre-décorateur en bâtiment, puis commença un apprentissage artistique à Berne auprès de Tiberius Dominikus et Marquard Wocher, et devint vers 1782 élève de Sigmund Freudenberger. Il se forma aussi à la gravure et aux techniques de reproduction auprès de Balthasar Anton Dunker, mais poursuivit en parallèle l'activité de son père en créant une entreprise de peinture en bâtiment en 1786, année de son mariage avec Maria Magdalena Wyss ; elle lui donna 19 enfants, dont seulement 4 ou 5 auraient atteint l'âge adulte.

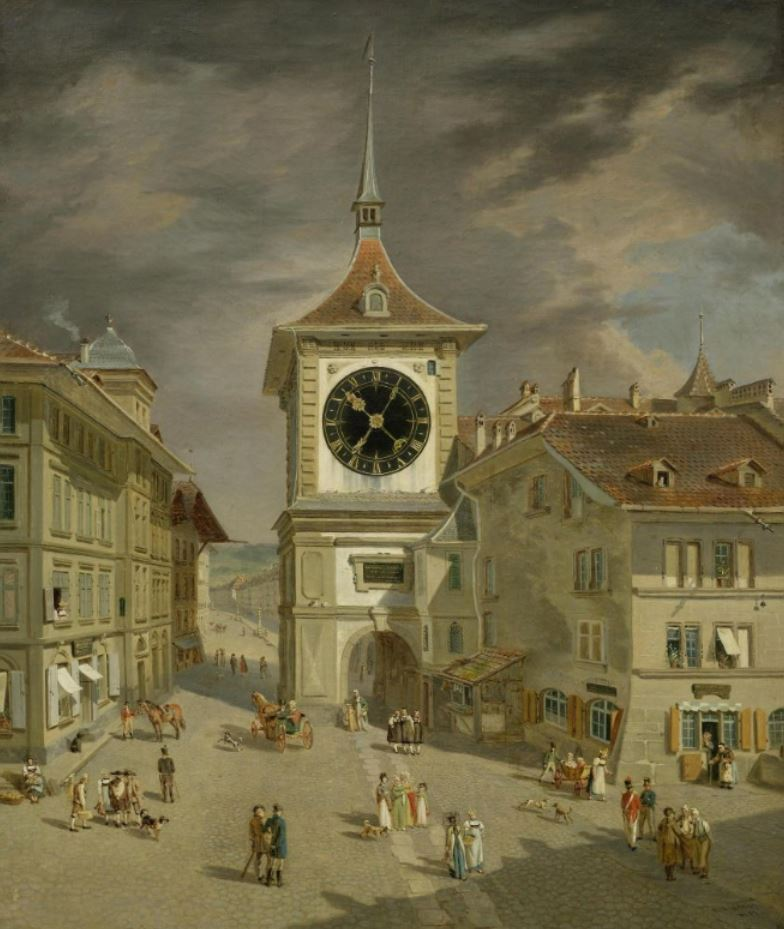
Côté ouest du Zytglogge de Berne, 1817

En 1797 il déménagea avec sa famille dans l'Oberland bernois, d'abord à Interlaken. Son activité fut temporairement entravée par l'invasion militaire française de 1798, durant laquelle il servit comme capitaine d'artillerie. Puis, dans les années 1803-1809, il résida à Unterseen où il se spécialisa dans les aquatintes représentant des scènes rurales, des montagnards en costumes traditionnels, des paysages. Reproduites à de nombreux exemplaires, ces gravures, qui expriment une sensibilité déjà toute romantique, firent la popularité de leur auteur.
C'est pendant la période où il vécut dans l'Oberland qu'il fut, avec trois autres personnalités bernoises, l'un des promoteurs des Fêtes d'Unspunnen, tenues pour la première fois en 1805.

## Sources
- Tapan Bhattacharya, « König, Franz Niklaus » dans le Dictionnaire historique de la Suisse en ligne, version du 3 avril 2007.
- « Franz Niklaus König », sur SIKART Dictionnaire sur l'art en Suisse.